# Mendham (Suffolk)
Pour les articles homonymes, voir Mendham.
Mendham est un village et une paroisse civile du Suffolk, en Angleterre.